# Canadá en los Juegos Olímpicos de Sochi 2014
Canadá estuvo representado en los Juegos Olímpicos de Sochi 2014 por un total de 220 deportistas que compitieron en 14 deportes. Responsable del equipo olímpico fue el Comité Olímpico Canadiense, así como las federaciones deportivas nacionales de cada deporte con participación.
El portador de la bandera en la ceremonia de apertura fue el jugador de hockey sobre hielo Hayley Wickenheiser.

## Medallistas
El equipo olímpico canadiense obtuvo las siguientes medallas:
| Nombre | Deporte                              | Competición       |
| --- | ------------------------------------ | ----------------- |
| Oro |                                      |                   |
| Kaillie Humphries Heather Moyse | Bobsleigh                            | Doble F           |
| Brad Jacobs Ryan Fry Eric Harnden Ryan Harnden Caleb Flaxey                                                                                | Curling                              | Equipo M          |
| Jennifer Jones Kaitlyn Lawes Jill Officer Dawn McEwen Kirsten Wall                                                                         | Curling                              | Equipo F          |
| Alexandre Bilodeau | Esquí acrobático                     | Baches M          |
| Justine Dufour-Lapointe | Esquí acrobático                     | Baches F          |
| Dara Howell | Esquí acrobático                     | Slopestyle F      |
| Marielle Thompson | Esquí acrobático                     | Campo a través F  |
| Equipo | Hockey sobre hielo                   | Torneo F          |
| Equipo | Hockey sobre hielo                   | Torneo M          |
| Charles Hamelin | Patinaje de velocidad en pista corta | 1500 m M          |
| Plata |                                      |                   |
| Mikaël Kingsbury | Esquí acrobático                     | Baches M          |
| Michael Riddle | Esquí acrobático                     | Halfpipe M        |
| Chloé Dufour-Lapointe | Esquí acrobático                     | Baches F          |
| Kelsey Serwa | Esquí acrobático                     | Campo a través F  |
| Patrick Chan | Patinaje artístico                   | Individual M      |
| Tessa Virtue Scott Moir | Patinaje artístico                   | Danza sobre hielo |
| Patrick Chan Kevin Reynolds Kaetlyn Osmond Meagan Duhamel / Eric Radford Kirsten Moore-Towers / Dylan Moscovitch Tessa Virtue / Scott Moir | Patinaje artístico                   | Equipo            |
| Denny Morrison | Patinaje de velocidad                | 1000 m M          |
| Marie-Ève Drolet Jessica Hewitt Valérie Maltais Marianne St-Gelais                                                                         | Patinaje de velocidad en pista corta | Relevos 3000 m F  |
| Dominique Maltais | Snowboard                            | Campo a través F  |
| Bronce |                                      |                   |
| Kim Lamarre | Esquí acrobático                     | Slopestyle F      |
| Jan Hudec | Esquí alpino                         | Supergigante M    |
| Denny Morrison | Patinaje de velocidad                | 1500 m M          |
| Charle Cournoyer | Patinaje de velocidad en pista corta | 500 m M           |
| Mark McMorris | Snowboard                            | Slopestyle M      |